# Hans Heinrich Schulthess
Hans Heinrich Schulthess (* 30. März 1665 in Zürich; † 12. November 1739 oder 1738) war ein Schweizer Politiker und Pietist.

## Leben

### Familie
Hans Heinrich Schulthess entstammte einer der einflussreichsten politischen Familien Zürichs und war der Sohn des Kaufmanns Hans Ulrich Schulthess (* 1634 in Zürich; 15. September 1678 ebenda) und dessen Ehefrau Elisabetha (* 1639 in Zürich; † 19. Januar 1701 ebenda), Tochter des Theologen Johann Heinrich Ott.
Sein Grossvater war der Kaufmann Hans Heinrich Schulthess (* 13. Oktober 1594 in Zürich; †  20. Dezember 1652 ebenda) und sein gleichnamiger Urgrossvater war der Handelstreibende Hans Heinrich Schulthess (* 4. Mai 1569 in Zürich; † 1641 ebenda).
Hans Heinrich Schulthess war seit 1688 mit Elisabetha (* 19. Mai 1667 in Zürich; † 18. Dezember 1720 ebenda), Tochter von Anton Kitt (1626–1708), verheiratet; gemeinsam hatten sie sechs Kinder:
- Anton Schulthess (* 1689 in Zürich; † 1741), verheiratet mit Magdalena (1695–1765), Tochter von Kaspar Schinz (1670–1724);
- Hans Jakob Schulthess (* 11. Januar 1691 in Zürich; † 5. Juli 1761 ebenda)[4], Pfarrer in Schwabendorf; verheiratet in erster Ehe mit Klara von Buchau († 1746) und in zweiter Ehe mit Elisabeth (geb. Grüter) (1711–1774), Witwe des Häretikers Jakob Schmidlin (1699–1747)[5];
- Elisabeth Schulthess (* 1693 in Zürich; † 1719), verheiratet mit Hans Heinrich Zuber (1689–1751);
- Dorothea Schulthess (* 1694 in Zürich; † 1744), verheiratet mit Hans Heinrich Wirt (1692–1766);
- Magdalena Schulthess (* 1696 in Zürich; † 1769), verheiratet mit Hans Kaspar Scheuchzer (1696–1758);
- Anna Schulthess (* 1698 in Zürich)

### Werdegang
Er war als Seiden- und Baumwollfabrikant tätig und seit 1711 Mitglied des kaufmännischen Direktoriums, ein korporationsähnlicher Zusammenschluss von Kaufleuten, das 1662 gegründet worden war und sich unter anderem um den Unterhalt von Strassen und Brücken sowie um das Postwesen kümmerte.
1714 wurde er Zürcher Grossrat und als Gesandter in Handels-, Zoll- und Postangelegenheiten eingesetzt.
Er stand mit pietistischen Kreisen in Kontakt, korrespondierte mit dem Grafen Nikolaus Ludwig von Zinzendorf und unterstützte mit einem Kreis Zürcher Gleichgesinnter die Missionsbestrebungen der Herrnhuter Kolonie; er war ein Wegbereiter des Zürcher Pietismus.